# 군내면 (포천시)
군내면(郡內面)은 경기도 포천시의 면이다.

## 개요
군내면은 포천시의 남부 포천천 동쪽에 위치하고 있으며, 동쪽으로는 천주산과 옛 포천의 진산(鎭山)이라 일컫는 수원산을 잇는 광주산맥의 지맥이 화현면과 경계를 이루고, 남쪽으로는 가산면과 접하고 북쪽으로 신북면과 서쪽으로는 포천천을 경계로 포천동과 접하고 있다. 대부분 자연부락 단위의 집성촌 문중마을로 구성되어 있는 전형적인 농촌지역이다. 조선시대 문신 이성길, 서예가 이서, 무신 이수창 등 뛰어난 인물이 많았으며, 근래에 이르러서는 국민총리를 지낸 이한동 등 많은 인재를 배출하였다. 또한 지리적으로 수도권에서 근거리에 위치하여 있고 국도 제43호선, 국도 제56호선이 등 교통망이 확충됨에 따라 물류비용 절감 등이 경쟁력으로 작용하여 최근에는 중소기업이 지속적으로 증가하고 있는 등 공업지역으로도 각광을 받고 있는 지역이다.

## 법정리
- 구읍리(舊邑里): 면사무소 소재지
- 용정리(龍井里)
- 유교리(柳橋里)
- 좌의리(左儀里)
- 명산리(鳴山里)
- 직두리(稷頭里)
- 상성북리(上城北里)
- 하성북리(下城北里)

## 교육
- 유암초등학교
- 청성초등학교
- 포천일고등학교

## 관광
- 반월성지
- 포천향교
- 부부송
- 수원산 전망대
- 수원산

## 특산물
- 포천막걸리
- 포천참기름
- 효림농산 고려인삼